# Ángel Zapata
Ángel Eduardo Zapata Praga (ur. 3 lutego 2001 w Saltillo) – meksykański piłkarz występujący na pozycji defensywnego pomocnika, od 2025 roku zawodnik Querétaro.